# Belle-Anse (kommun)
Belle-Anse är en kommun i Haiti.   Den ligger i departementet Sud-Est, i den södra delen av landet, 40 km sydost om huvudstaden Port-au-Prince.